# Rodolfo Amando Philippi
Rudolph Amandus Philippi, later Rodolfo Amando Philippi (Berlin-Charlottenburg, 14 september 1808 - Santiago, 23 juli 1904, 24 juli?) was een Duits-Chileens paleontoloog, zoöloog en botanicus. Hij verliet zijn geboorteland Duitsland als een jonge man, omdat hij ziek was (tuberculose) en de voorkeur gaf te sterven in het milde klimaat van het Middellandse Zeegebied. Hij herstelde en deed veel werk daar, met inbegrip van geïllustreerd monografieën. 
Toen werd hij uitgenodigd naar Valparaiso, Chili door zijn broer Bernhard Eunom Philippi die werkte voor de overheid daar. Hij verhuisde na de dood van zijn broer naar Santiago, Chili in 1851. Daar werd hij hoogleraar in de plantkunde en dierkunde en de directeur van een museum voor natuurlijke historie en werd een regelmatige medewerker van Christian Ludwig Landbeck.
Museo de la Exploración Rudolph Amandus Philippi in Valdivia is naar hem vernoemd.
- Bibsys: 2039527
- Biblioteca Nacional de Chile: 000865635
- Biblioteca Nacional de España: XX1397446
- Bibliothèque nationale de France: cb15352979n (data)
- Author citation (botany): Phil.
- Catàleg d'autoritats de noms i títols de Catalunya: 981059745653306706
- Stuttgart Database of Scientific Illustrators 1450–1950: 9969
- Gemeinsame Normdatei: 116174536
- International Standard Name Identifier: 0000 0000 6678 0952
- KulturNav: 7affce80-7c59-4279-825e-689f3fada3f3
- Library of Congress Control Number: n87126060
- Nationale Bibliotheek van Israël: 987007306078805171
- Nationale Bibliotheek van Polen: a0000003402299
- Nederlandse Thesaurus van Auteursnamen: 165727020
- Réseau des bibliothèques de Suisse occidentale: 02-A003690541
- LIBRIS: 275865
- SNAC: w60z87t5
- Système universitaire de documentation: 146816242
- Museum of New Zealand Te Papa Tongarewa: 51223
- Virtual International Authority File: 62293710
- WorldCat: E39PBJyH36bqd68xb4jq6K4THC